# Létající jaguár
Létající jaguár je novela spisovatele Josefa Formánka z roku 2004.

## Vznik knihy
Formánkova v pořadí druhá kniha má sice mnoho typických znaků autorova stylu, ale přece jen se od jeho tvorby liší. Rozdílná je zejména kvůli časovému horizontu, ve kterém vznikla. Josef Formánek své knihy tvoří ne několik měsíců, ale zpravidla několik let. Svůj debut Prsatý muž a zloděj příběhů psal sedm let a zatím poslední román Mluviti pravdu vznikal čtyři roky. Létající jaguár byl na rozdíl od Formánkových dalších knih ale dílem okamžiku, konkrétně necelých dvaceti čtyř hodin.
Nápad napsat knihu v takto krátkém čase vznikl jako sázka mezi autorem a nakladatelem a umožnil tak zapsání hned dvou světových rekordů. Prvního za nejrychleji napsanou knihu, v čase 11 hodin a 19 minut. Druhý rekord autor a nakladatel získali za nejrychlejší napsání, vydání a distribuci knihy, v čase 23 hodin a 24 minut. Sázka, z níž vyústily zmíněné rekordy, začala provokací nakladatele Iva Železného. Formánek není podle něho žádný spisovatel, když nedokáže psát knihy rychleji než v horizontu několika let. Josef Formánek na svou obranu uvedl, že knihu napíše klidně za den. Nakladatel si ale přisadil. Když Formánek knihu napíše za dvanáct hodin, on mu ji vydá za dalších dvanáct hodin. Sázka o Formánkovy vousy a Železného vlasy však skončila oboustranným vítězstvím. Výtěžek z prodaných knih byl navíc věnován na dobrou věc – nově otevřený pavilon pro slony v ZOO v Ústí nad Labem.
Kniha je originální také způsobem vzniku a námětem, k němuž přispěli samotní čtenáři. Poslali téměř čtyři sta návrhů, ze kterých náhodně vybraní lidé vylosovali tři hlavní motivy knihy: Marnost, Největší láska a Cestování a hromadná městská doprava v Praze. Spisovatel knihu tvořil, sedě společně se svým dvorním ilustrátorem Daliborem Nesnídalem a odpovědnou redaktorkou Janou Žofkovou přímo za výlohou pražského knihkupectví Luxor. 

## Obsah
Postavami novely jsou vypravěč - autor Josef Formánek, jeho kamarád dobrodruh Jorge Kill, medička, taxikář, heroinista a anděl. Ten společně s létajícím jaguárem reprezentuje mystično díla. Osudy postav se postupně proplétají a vrcholí téměř ve stejném momentě prozření. Přitom k propletení nedochází jen náhodou, ale vlivem anděla strážného, který byl seslán na zem létajícím jaguárem.
Děj lze rozdělit na 2 příběhy, které se v polovině knihy spojí v jeden. První, vycházející z Formánkových cest, popisuje autorovo přátelství s dobrodruhem Jorgem Killem a jejich společné zážitky v Amazonii. Zde se poprvé setkáváme také s létajícím jaguárem. Jako nadpozemskou sílu ho představuje Jorge v jedné z neuvěřitelných historek: „Nesmál bych se, létající jaguár potrestá každého posměváčka. Nesnáší výsměch, neúctu a lež,“ varoval mě Jorge.“
Druhý příběh spojuje osudy všech postav. Medičky, hledající smysl života. Jorgeho, který medičce vysvětluje, proč žít. Feťáka, shánějícího zoufale peníze na dávku. Taxikáře, jenž je feťákem pobodán a medičkou zachráněn. A anděla, který byl seslán létajícím jaguárem, a jenž všem pomůže najít, to co hledali.
Autor novelu otevírá zážitky z jeho cestování, čímž důvtipně obchází jedno z vylosovaných témat – „největší láska“, za kterou považuje právě cestování. Popisuje historky z Amazonského pralesa, kde potkal Jorge Killa. Čecha, který pobýval v Sovětském svazu a pak coby ruský agent na Antarktidě. Odtud se přes chilskou polární stanici dostal do Jižní Ameriky. Žil v Peru, Brazílii, Venezuele a Kolumbii. Formánek tomuto dobrodruhovi samozřejmě nevěří ani polovinu z jeho historek, Jorge ho častým poučováním rozčiluje. Nakonec ale Formánek, po pár společných zážitcích, uznává, že Jorge vážně nepřeháněl. Neváhal například plavat za anakondou a vytáhnout její ocas z vody, aby ji Formánek mohl natočit na kameru. Poslední z neuvěřitelných Jorgeho historek vyprávěla o létajícím jaguárovi, který pomohl jednomu z indiánů. Nikdo se ale jaguárovi nemá posmívat, jinak ho stihne trest. V Čechách jaguár sesílá na zem anděla strážného, který pomáhá a trestá ve jménu spravedlnosti. S tímto andělem se postupně setkávají další postavy v druhé polovině novely. Děj už je zasazen do českého prostředí, konkrétně Prahy. Jorge se vrací do Čech ze svých cest a setkává se s Formánkem. Opilý Jorge pozná smutnou medičku, která postrádá motivaci k životu, prožívá jen marnost. Do příběhu tedy vstupuje druhé vylosované téma - marnost. V rozhovoru se medička Jorgemu svěří, že přemýšlí nad sebevraždou. Jorge jí vysvětluje, že tím rozzlobí létajícího jaguára. Pak si uvědomuje, že když ji takto slyšel mluvit, určitě jí pošle jejího anděla. Anděl zasáhne do jejího života, i života dalších postav. Těmi jsou taxikář (zastupuje společně s tramvají další vylosované téma - MHD v Praze) a feťák. Heroinista zoufale potřebuje dávku, na kterou nemá peníze. Proto pobodá a okrade taxikáře. Ten se již předtím setkal se svým andělem, ale nevěnoval jeho radám pozornost. Po pobodání si na ně vzpomene a z posledních sil dojede na místo, které mu anděl radil. Tam jako náhodou čeká na tramvaj medička, která mu zachrání život. Potažmo i sobě, protože najde smysl života a v taxikáři také partnera. Poté potká anděla i feťák, poslechne jeho radu, skočí dolů z vysoké terasy a zemře. Spravedlnosti je učiněno zadost. V závěru knihy se opět vracíme k Jorgemu, který Formánkovi posílá k Vánocům pohled a dárky z Venezuely, kam se dostal díky svému andělu strážnému.